# Lassekrog
Lassekrog är ett värdshus i Färila socken, Ljusdals kommun i närheten av Laforsen.
Lassekrog är ett gästgiveri men anor sedan 1600-talet, det har sitt ursprung i en gård med namnet Heden. I anslutning till värdshuset ligger "Albert Vikstens kojby", skapat till minne av författaren Albert Viksten. Här finns en mängd rekonstruerade byggnader kopplade till kolning, skogshuggning och flottning. Från Lassekrog utgår även forsfärder på Ljusnan.